# Hiéroglyphe égyptien M31
Le rhizome de lotus, en hiéroglyphes égyptiens, est classifié dans la  section M « Arbres et plantes » de la liste de Gardiner ; il y est noté M31.

## Représentation
Il représente un rhizome stylisé de lotus (Nymphaea caerulea ou Nymphaea lotus).

## Utilisation
| r · d | M31 |

| r · d | M31 |

| M32 |

| M32 |